# Municipio de Jackson (condado de Clay)
El municipio de Jackson (en inglés: Jackson Township) es un municipio ubicado en el condado de Clay en el estado estadounidense de Indiana. En el año 2010 tenía una población de 2739 habitantes y una densidad poblacional de 29,64 personas por km².

## Geografía
El municipio de Jackson se encuentra ubicado en las coordenadas 39°28′10″N 87°3′46″O / 39.46944, -87.06278. Según la Oficina del Censo de los Estados Unidos, el municipio tiene una superficie total de 92.42 km², de la cual 90.89 km² corresponden a tierra firme y (1.66%) 1.53 km² es agua.

## Demografía
Según el censo de 2010, había 2739 personas residiendo en el municipio de Jackson. La densidad de población era de 29,64 hab./km². De los 2739 habitantes, el municipio de Jackson estaba compuesto por el 98.61% blancos, el 0.15% eran afroamericanos, el 0.15% eran amerindios, el 0.15% eran asiáticos, el 0.11% eran isleños del Pacífico, el 0.44% eran de otras razas y el 0.4% pertenecían a dos o más razas. Del total de la población el 0.84% eran hispanos o latinos de cualquier raza.